# Aalborg Lufthavn
Aalborg Lufthavn (IATA: AAL, ICAO: EKYT) is een civiel/militaire luchthaven op ongeveer 7 kilometer van de Deense stad Aalborg. De Koninklijke Deense luchtmacht opereert hier met C-130 Hercules-transportvliegtuigen. KLM Cityhopper onderhoudt een rechtstreekse lijnvlucht vanuit Schiphol.

## Geschiedenis
De luchthaven werd op 4 september 1936 geopend voor het vliegverkeer. In de eerste jaren na de opening werd er vooral gevlogen op Kopenhaven, wat als de eerste binnenlandse passagiersvlucht van Denemarken werd gezien.
Kort nadat de Duitsers Denemarken bezetten in 1940, werd de luchthaven gebruikt voor de Operatie Weserübung en diende de luchthaven als belangrijke stop voor de Luftwaffe onderweg naar Noorwegen. Na de verovering van Noorwegen heeft de luchthaven ook als uitvalsbasis gediend voor Slag om Engeland. Naarmate de oorlog vorderde, werd de luchthaven tussen 1940 en 1941 steeds verder uitgebouwd en was het een van de meest versterkte luchthavens van het bezette Europa.
Na de Tweede Wereldoorlog werd de burgerluchtvaart hervat en werd er vanaf 1946 door SAS vanaf de luchthaven gevlogen. Na de koude oorlog werd de luchthaven steeds minder belangrijk voor de Koninklijke Deense luchtmacht. De permanente stationering van gevechtsvliegtuigen werd in 2005 opgeschort en vandaag de dag doet de luchthaven op militair gebied nog dienst als militair transportvliegveld. Er wordt vooral gebruikgemaakt van C-130 Hercules-transportvliegtuigen.
Tussen 2006 en 2008 vloog de lagekostenluchtvaartmaatschappij Sterling.dk vanaf Aalborg naar Københavns Lufthavne Kastrup en Londen Gatwick. De maatschappij stopte met vliegen in 2008, toen het failliet ging.